# Escalade (film)
Pour les articles homonymes, voir Escalade (homonymie).
Pour plus de détails, voir Fiche technique et Distribution.
Escalade est un film français réalisé en 2005 par Charlotte Silvera, sorti en 2011.

## Fiche technique
- Titre : Escalade
- Réalisation : Charlotte Silvera
- Scénario : Charlotte Silvera, d'après la pièce de Lyudmila Razumovskaya, Chère Elena Sergueievna
- Photographie : Yves Cape
- Son : Martin Boissau
- Costumes : France Thébaut
- Montage : Hélène de Luze
- Musique : Jacques-Emmanuel Rousselon
- Sociétés de production : Liberté Films - France 2 Cinéma - In Vitro Films
- Pays d'origine :  France
- Durée : 80 minutes
- Date de sortie : 
  - France : 15 juin 2011

## Distribution
- Carmen Maura
- Julie Durand
- Renaud Cestre
- François Berléand
- Thomas Sagols
- Mathieu Simonet